# تشارلز ستانلي بلير
تشارلز ستانلي بلير (بالإنجليزية: Charles Stanley Blair)‏ هو محامي وقاضي وسياسي أمريكي، ولد في 20 ديسمبر 1927 في الولايات المتحدة، وتوفي في 20 أبريل 1980 في الولايات المتحدة. انتخب Secretary of State of Maryland ‏ (1967 – 1969) وانتخب عضو مجلس النواب لولاية ماريلند.